# Шумячи
Шумя́чи — посёлок городского типа в Смоленской области России. Административный центр Шумячского района. Образует Шумячское городское поселение.
Население — 2995 чел. (2024).

## География
Посёлок расположен в 145 км к югу от Смоленска, в 5 км от железнодорожной станции Понятовка (на линии Рославль — Кричев).

## История
Шумячи — давнее местечко на исторической Мстиславщине. До нашего времени здесь сохранился костел Святого Михаила, памятник архитектуры XVII в., позднее перестроенный под православную церковь.

### В составе Великого Княжества Литовского
Первое письменное упоминание о Шумячи («земля пустовской волости замка Кричевского») датируется 1569 годом, когда они входили в состав Мстиславского воеводства. В XVII в. Шумячи имели статус села. К 1719 году они впервые упоминаются как местечко, владение Казимира Галынского. В расписании налога значится, что местечко выплачивало 600 злотых чопового.
В 1757 году Шумячи получили привилегию на два торги в неделю и на две ярмарки (на Святого Юрия весной и осенью). В это время они находились во владении подстаросты Мстиславского Юрия Галынского. Местечко имело квартальный план, основу которого составлял рынок с храмом в центре. От рынка в разные стороны отходили 6 улиц.
| мстиславские воеводы | мстиславские воеводы        | мстиславские каштеляны | мстиславские каштеляны               | мстиславские старосты | мстиславские старосты          |
| -------------------- | --------------------------- | ---------------------- | ------------------------------------ | --------------------- | ------------------------------ |
| 1566—1578            | Юрий Остик                  | 1566—1586              | Иван Соломерецкий                    | 1527                  | Ян Глебович                    |
| 1578—1593            | Павел Пац                   | 1586—1588              | Станислав Нарушевич                  | 1528                  | Ян Ильинич                     |
| 1593—1595            | Иероним Ходкевич            | 1588—1599              | Шимон Война                          | 1529                  | Юрий Зенович                   |
| 1595—1596            | Станислав Нарбут            | 1599—1603              | Сокол Война                          | 1535                  | Василий Полубинский            |
| 1596—1599            | Ян Янович Завиша            | 1603—1610              | Иван Мелешко                         | 1535                  | Ян Соломерецкий                |
| 1600—1605            | Пётр Дорогостайский         | 1610—1613              | Феодор Лукомский                     | 1539                  | Юрий Зенович                   |
| 1605—1611            | Андрей Сапега               | 1613—1620              | Константин Головчинский              | 1547                  | Ян Глебович                    |
| 1611—1614            | Ян Евстафий Тышкевич        | 1620—1621              | Симон Самуил Сангушко                | 1551—1555             | Ян Полубинский                 |
| 1614—1617            | Александр Головчинский      | 1622—1625              | Кшиштоф Друцкой-Соколинский          | 1566—1571             | Ян Соломерецкий                |
| 1617—1621            | Мартин Гедройц              | 1625—1633              | Константин Полубинский               | 1593—1607             | Павел Пац                      |
| 1621—1626            | Ян Скумин-Тышкевич          | 1633—1639              | Ян Феликс Огинский                   | 1611                  | Пётр Пац                       |
| 1627—1636            | Николай Кишка               | 1639—1643              | Николай Абрамович                    | 1612                  | Ян Друцкий-Соколинский         |
| 1636—1639            | Кшиштоф Кишка               | 1643—1644              | Ян Каменский                         | 1615                  | Николай Францкевич-Радиминский |
| 1639—1643            | Юзеф Корсак                 | 1644—1646              | Богдан Стеткевич                     | 1623—1626             | Христофор Стефан Сапега        |
| 1643—1647            | Николай Абрамович           | 1646—1649              | Ян Евстафий Коссаковский             | 1635—1641             | Юзеф Корсак                    |
| 1647—1650            | Фредерик Сапега             | 1653—1655              | Христофор Цехановецкий               | 1641—1650             | Януш Радзивилл                 |
| 1650—1659            | Григорий Друцкой-Горский    | 1655—1662              | Ян Антоний Друцкой-Соколинский       | 1651                  | Гедеон Тризна                  |
| 1659—1672            | Николай Цехановецкий        | 1662—1666              | Станислав Белозор                    | 1653                  | Кшиштоф Цехановецкий           |
| 1672—1681            | Ян Огинский                 | 1667—1702              | Павел Рышковский                     | 1658—1671             | Николай Цехановецкий           |
| 1681—1685            | Шимон Кароль Огинский       | 1703                   | Мартиан Карл Огинский                | 1674—1680             | Ян Огинский                    |
| 1685—1698            | Александр Ян Мосевич        | 1703—1715              | Михаил Каминский                     | 1681—1697             | Лев Казимир Огинский           |
| 1698—1713            | Михаил Довмонт Сесицкий     | 1715—1722              | Константин Бенедикт Брестовский      | 1701—1705             | Михаил Богуслав Котелл         |
| 1714—1730            | Ян Тизенгауз                | 1722—1730              | Христофор Доминик Пузына             | 1706                  | Григорий Антоний Огинский      |
| 1730—1731            | Кшиштоф Доминик Пузына      | 1730—1738              | Самуил Лазовый                       | 1710                  | Богуслав Котелл                |
| 1732                 | Юрий Станислав Сапега       | 1738—1740              | Станислав Ежи Огинский               | 1716                  | Николай Сапега                 |
| 1735                 | Казимир Несёловский         | 1740—1744              | Юзеф Щитт Немирович (Немирович-Щитт) | 1717—1719             | Казимир Огинский               |
| 1735—1737            | Казимир Хлусевич            | 1746—1752              | Михаил Пузына                        | 1719—1729             | Ян Казимир Лендорф             |
| 1737—1742            | Михаил Юзеф Масальский      | 1752—1761              | Ян Забелло                           | 1731—1733             | Феликс Цехановецкий            |
| 1742—1750            | Ежи Фелициан Сапега         | 1761—1775              | Юзеф Тышкевич                        | 1734—1738             | Александр Волович              |
| 1750—1758            | Игнацы Сапега               | 1775—1783              | Станислав Тышкевич                   | 1738—1747             | Никодим Цехановецкий           |
| 1758—1770            | Константы Людвик Плятер     | 1783—1786              | Фаддей Биллевич                      | 1749—1757             | Кшиштоф Волович                |
| 1770—1786            | Юзеф Юрий Гильзен           | 1786—1792              | Юзеф Храповицкий                     | 1757                  | Михаил Антоний Сапега          |
| 1786—1788            | Тадеуш Биллевич             | 1792                   | Игнатий Дашкевич                     | 1757—1767             | Николай Тадеуш Лопатинский     |
| 1788                 | Франциск Ксаверий Хоминский |                        |                                      | 1767—                 |                                |

### В составе Российской империи
В результате первого раздела Речи Посполитой (1772 год) Шумячи оказались в составе Российской империи, где в 1784 году они стали центром волости Климовичского уезда Могилёвской губернии. В это время в местечке существовали церковь Святого Духа, костел и часовня.
По данным 2-й половины XIX века, в местечке было почти 2300 жителей, в том числе еврейской национальности — более 1280.
По данным на 1866 год белорусы составляли 94,7 % населения Шумячской волости.

### После революции
25 марта 1918 года по Третьей грамоте вся Могилёвская губерния и в том числе Шумячи были провозглашены частью Белорусской Народной Республики. Однако это решение было декларативным и в действительности Шумячи продолжали находиться в составе Западной области РСФСР.
1 января 1919 года на I съезде Коммунистической партии Беларуси было провозглашено создание Социалистическая Советская Республика Белоруссии, в которую вошла почти вся Западная область в том числе и Шумячи.
16 января 1919 года на основании прошений Витебского и Могилёвского губернских комитетов ЦК РКП(б) вывел Витебскую, Могилёвскую и Смоленскую губернии из состава ССРБ обратно в состав Российской республики. Это решение было утверждено I Всебелорусским съездом Советов, проходившим 2-3 февраля 1919 года. Таким образом, пробыв 1 месяц в составе республики Белоруссии, Шумячи вернулись в Российскую республику.
27 июля 1922 года Шумячская волость была передана из Климовичского уезда Гомельской губернии в Смоленскую губернию. Поэтому, когда в марте 1924 года часть Гомельской губернии, включая Климовичский уезд, была передана из Российской республики в Белорусскую, то Шумячи остались в Российской республике в составе Смоленской губернии.
В 1922—1929 годах Шумячская волость входила в состав Рославльского уезда Смоленской губернии. С 1929 года Шумячи стали райцентром, вошли в состав Рославльского округа Западной области. Статус посёлка городского типа — с 1965 года.
В период Великой Отечественной войны 1 августа 1941 Шумячи были оккупированы вермахтом. В октябре было создано еврейское гетто, около 600 узников были уничтожены 18 ноября 1941 года.

## Население
| 1939  | 1959  | 1970  | 1979  | 1989  | 2002  | 2009  | 2012  | 2013  |
| ----- | ----- | ----- | ----- | ----- | ----- | ----- | ----- | ----- |
| 3465  | ↘2704 | ↗4258 | ↗5170 | ↗5724 | ↘4731 | ↘4399 | ↘4123 | ↘4055 |
| 2014  | 2015  | 2016  | 2017  | 2018  | 2019  | 2020  | 2021  | 2024  |
| ↘3991 | ↗4007 | ↘3975 | ↘3921 | ↘3817 | ↘3716 | ↘3693 | ↘3193 | ↘2995 |

Национальный состав
По итогам переписи населения 2020 года проживали следующие национальности (национальности менее 0,1 % и другое, см. в сноске к строке «Другие»):
| Национальность | Численность, чел. | Доля     |
| -------------- | ----------------- | -------- |
| Русские        | 3079              | 96,43 %  |
| Белорусы       | 36                | 1,13 %   |
| Украинцы       | 9                 | 0,28 %   |
| Немцы          | 5                 | 0,16 %   |
| Другие         | 64                | 2,00 %   |
| Итого          | 3193              | 100,00 % |

## Городское поселение
Шумячи являются единственным населённым пунктом Шумячского городского поселения. Оно расположено в центральной части района, граничит:
- на юго-западе — с Понятовским сельским поселением
- с остальных сторон поселение окружено территорией Озёрного сельского поселения

Общая площадь: 5,4 км²
- По территории поселения проходят автомобильные дороги Шумячи — Зимонино и Шумячи — Первомайский.

Главой муниципального образования (председателем Шумячского городского Совета депутатов) является Казакова Наталья Михайловна.

## Экономика
В посёлке работают коммунальное предприятие, хлебокомбинат. Действует офис Сбербанка России. Среди предприятий торговли — супермаркет «Продовольственный» (открыт в 2010 году), магазин сети «Магнит» (открыт в сентябре 2012 года) и магазин сети «Пятёрочка».
Доступ в интернет в Шумячах обеспечивает провайдер ПАО Ростелеком (услуги ШПД и IPTV по технологиям FTTx и хDSL). Услуги сотовой связи предоставляют операторы: «TELE2», «МегаФон», «Билайн», «МТС».

## Культура
Работает художественно-краеведческий музей, спортивный зал «Юность».
Действуют два дошкольных учреждения: детский сад «Колокольчик» и «Солнышко», средняя школа и начальная школа, центральная районная больница (ЦРБ).
С ноября 1931 года издаётся еженедельная газета «За урожай».
С 2016 года в районе действует филиал общественной организации национально-культурной автономии белорусов под председательством Леонида Михайловича Долусова.

### СМИ
Принимаются радиостанции: Радио России и ГТРК Смоленск.
Телеканалы:
1. Первый канал
2. Россия 1 и ГТРК Смоленск
3. Россия 2
4. ТВ Центр
5. Пятый канал
6. НТВ
7. Беларусь ТВ

## Достопримечательности
Первый деревянный католический костёл в Шумячах был построен в конце XVII века монахами-бернардинцами, но в начале XIX века владелец Шумячей Михал Голынский возвел на свои средства каменный храм. Костёл в Шумячах просуществовал до мая 1867 года, когда был закрыт, а его здание передано православной церкви. Сейчас в бывшем костёле находится православный храм Св. Ильи.
В статье на материале архивного дела 1864 - 1868 гг. из фондов Национального исторического архива Беларуси освещаются вопросы иконографии, истории и традиции почитания утраченной иконы «Божьей Матери» из местечка Шумячи Климовичского уезда Могилёвской губернии, где она получила известность как явленная и чудотворная. До настоящего времени про существование такой святыни в данной местности было не известно. В научное употребление вводятся имена трёх живописцев второй половины 18 - середины 19 в. - двух представителей из рода Луговских в местечке Шумячи и Андрея Казьмина из Хотимска, а также ценный иконографический источник - калька, снятая в натуральную величину с иконы «Божьей Матери Шумячской».
«За сорок лет тому назад слышал я от столетнего старика, жителя м. Шумячи, живописца Петра Луговского, эта самая икона Божией Матери, которая находится теперь в Шумяцком костёле, стояла под липами за Шумячу во рву над криницей; была же устроена для неё каплица ... Он же, Луговский, рассказывал, что какая-то женщина с помощи еврея … покушалась сорвать с иконы ценные привески ... в это время она оцарапала лицо иконы: сделала шрам, который несколько раз замалёвывали; при этом же старик Луговский утверждает, что он, бывше мальчиком, видел эту женщину самую, как вели связанную от места преступления.
Потом чрез несколько лет … Голынский помещик выстроил каплицу на господском дворе... А как она перенесена ксендзом в костёл, это я помню.
«... надписи: около венца Матери Божией на правой стороне МРІЯ, на левой БЦА, над главой младенца написано ІС ХС,на лике Матери Божьей - на правой щеке краской тёмной нарисован шрам. Образ написан на холсте масляною краскою, длина в 1 аршин 10 вершков, ширина 1 аршин и 41/2 в. на задней стороне образа написано: «1843 R. Mca Aprylia w Szumiaczu»... Самый образ ... со всех сторон несколько обрезан»

### Утраченные объекты
- Часовня (XVIII в.)
- Монастырь бернардинцев (XVII в.)
- Церковь Святого Духа (XVIII в.; Святой Престол)

## Люди, связанные с Шумячами
.
- Кондратий Моисеевич Михнов (10.3.1899, м. Шумячи, Смоленской губерния — 07.02.1965, г. Харьков) — генерал-майор медицинской службы СССР.
- Алёшин, Василий Фёдорович (1926—2012) — известный ветеран ВОВ и педагог, орденоносец, народный учитель СССР.
- Ратнер, Иосиф Маркович (1901—1953) — генерал-майор танковых войск СССР.
- Росин, Самуил Израилевич (1890—1941) — еврейский советский поэт.
- Тасин, Георгий Николаевич (1895—1956) — советский кинорежиссёр, сценарист.
- Фельдман, Иосиф Исаакович (1915—1941) — советский украинский писатель.
- Шурпенко, Дмитрий Васильевич (1915—1943) — Герой Советского Союза.
- Эдельштейн Ерахмиэль Гершон (1923-2023) - раввин, еврейский законоучитель, один и лидеров литовского направления в иудаизме.
- Энтин, Давид Абрамович (1888—1957) — генерал-майор медицинской службы, главный стоматолог РККА в период Великой Отечественной войны, Заслуженный деятель науки РСФСР, профессор.